# György Kékes
György Kékes (ur. 21 czerwca 1966) – węgierski zapaśnik walczący w stylu klasycznym. Olimpijczyk z Atlanty 1996, gdzie zajął dwunaste miejsce w kategorii 130 kg.
Zajął czternaste miejsce na mistrzostwach świata w 1994. Wicemistrz Europy w 1994, a trzeci w 1991 i 1992. Drugi na ME juniorów w 1984 roku.
- Turniej w Atlancie 1996

Pokonał Japończyka Ken’ichi Suzukiego, a przegrał z Niemcem René Schiekelem i Petro Kotokiem z Ukrainy.